# Fyrfärgskortlek

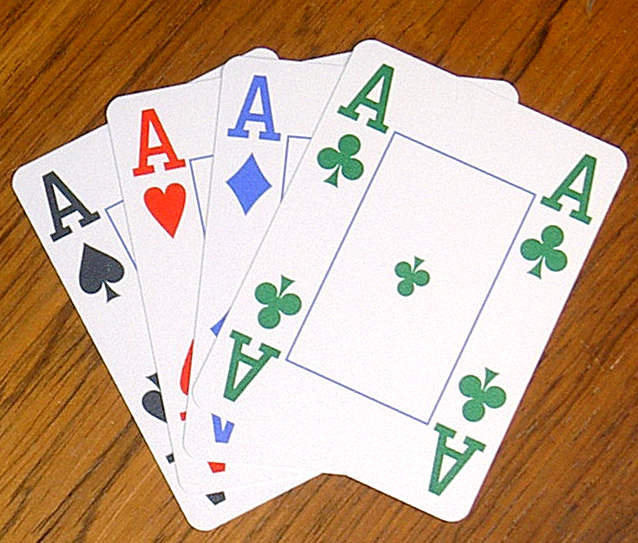
De fyra ässen i en fyrfärgskortlek

Fyrfärgskortlek är en kortlek, som är identisk med  en vanlig kortlek, med enda skillnad att de fyra så kallade färgerna, är tryckta i fyra olika kulörer, så att man lättare ska se skillnad på de färger som i vanliga fall är svarta (spader, klöver) respektive röda (hjärter, ruter). 
Fyrfägskortlekar har funnits sedan 1800-talet, främst för bridge. Under 1990-talet försökte Mike Caro införa fyrfärskortlek i poker, men utan resultat. Fyrfägskortlek har dock blivit populärt bland många Internetpokerspelare och de flesta pokersajter har fyrfägskortlek som alternativ. Vid spel på internet kan varje spelare själv välja hur de vill att korten ska se ut på den egna datorn, utan att det påverkar de andra spelarna. 